# ローズマリー・ホワイト
ローズマリー・ホワイト（Rosemarie Whyte、1986年9月8日 - ）は、ジャマイカの陸上競技選手、専門は専門は400mを主とする短距離走。キングストン出身。北京オリンピック女子400mおよび4×400mRジャマイカ代表。2008年ジャマイカ選手権女子400m優勝者。身長174cm、体重65kg。
2008年北京オリンピック400mに出場し、50秒68の記録で7位となった。また4×400mRには第1走者として、シェリーファ・ロイド、シェリカ・ウィリアムズ、ノブレーン・ウィリアムズと出場。ジャマイカは3分20秒40の記録で3位となり銅メダルを獲得したが、後日2位ロシアチームのドーピング違反が発覚し繰り上がりで銀メダル獲得となった。2009年世界陸上競技選手権ベルリン大会4×400mRにも出場し、ジャマイカは3分21秒15の記録でアメリカに次ぐ2位となった。

## 記録
- 200m - 22秒74（2009年）
- 400m - 49秒84（2011年）

## 参考資料・外部リンク
- ローズマリー・ホワイト - ワールドアスレティックスのプロフィール（英語）
- ローズマリー・ホワイト - Olympedia（英語）
- Rosemarie Whyte - PACE Sports Management